# Concerto pour double orchestre à cordes de Tippett
 (décembre 2024).
Si vous disposez d'ouvrages ou d'articles de référence ou si vous connaissez des sites web de qualité traitant du thème abordé ici, merci de compléter l'article en donnant les références utiles à sa vérifiabilité et en les liant à la section « Notes et références ».
Le Concerto pour double orchestre à cordes est une œuvre orchestrale du compositeur britannique Michael Tippett. Composée en 1938-1939, elle fut créée le 21 avril 1940 au Morley College sous la direction du compositeur.

## Analyse de l'œuvre
1. Allegro con brio : tout à la fois lyrique et rythmé
2. Adagio cantabile : deux thèmes empreints de nostalgie
3. Allegro molto : début rythmé puis une mélodie chantée aux violoncelles

- Durée d'exécution : vingt trois minutes

## Discographie sélective
- Academy of St.Martin-in-the-Fields dirigé par Neville Marriner Argo